# Breganze Sauvignon
Il Breganze Sauvignon è un vino DOC la cui produzione è consentita nella provincia di Vicenza.

## Caratteristiche organolettiche
- colore: giallo paglierino
- odore: delicato, più o meno aromatico
- sapore: asciutto, armonico e gradevole, con o senza presenza gradevole di legno

## Produzione
Provincia, stagione, volume in ettolitri
- Vicenza  (1995/96)  63,16
- Vicenza  (1996/97)  125,93